# Askø
Askø est une île du Danemark situé entre les îles de Seeland et de Lolland.